# Divize D 1988/1989
V soubojích 24. ročníku Moravskoslezské divize D 1988/89 (jedna ze skupin 4. fotbalové ligy) se utkalo 16 týmů každý s každým dvoukolovým systémem podzim–jaro. Tento ročník začal v srpnu 1988 a skončil v červnu 1989.

## Nové týmy v sezoně 1988/89
- Ze III. ligy – sk. B 1987/88 sestoupilo do Divize D mužstvo TJ VOKD Poruba.
- Z Jihomoravského krajského přeboru 1987/88 postoupilo vítězné mužstvo TJ Spartak Hulín.[1]
- Ze Severomoravského krajského přeboru 1987/88 postoupilo vítězné mužstvo TJ Krnov.[2]

## Konečná tabulka
Zdroj: 
| Poř. | Tým                               | Z  | V  | R  | P  | VG | OG | B  |
| ---- | --------------------------------- | -- | -- | -- | -- | -- | -- | -- |
| 1.   | TJ Baník ČSA Karviná              | 30 | 19 | 5  | 6  | 55 | 25 | 43 |
| 2.   | TJ Železárny Prostějov            | 30 | 19 | 3  | 8  | 58 | 42 | 41 |
| 3.   | TJ Vítkovice „B“                  | 30 | 14 | 8  | 8  | 62 | 39 | 36 |
| 4.   | TJ Spartak ZVÚ Hradec Králové „B“ | 30 | 14 | 7  | 9  | 51 | 35 | 35 |
| 5.   | TJ Jiskra Kyjov                   | 30 | 14 | 5  | 11 | 45 | 33 | 33 |
| 6.   | TJ Slavoj Bruntál                 | 30 | 12 | 8  | 10 | 50 | 39 | 32 |
| 7.   | TJ Sigma ZTS Olomouc „B“          | 30 | 14 | 4  | 12 | 48 | 42 | 32 |
| 8.   | TJ Baník Důl Doubrava-Orlová      | 30 | 9  | 14 | 7  | 37 | 35 | 32 |
| 9.   | TJ Spartak Hulín (N)              | 30 | 12 | 6  | 12 | 49 | 54 | 30 |
| 10.  | TJ NHKG Ostrava                   | 30 | 11 | 6  | 13 | 51 | 53 | 28 |
| 11.  | TJ Sigma Hranice                  | 30 | 10 | 7  | 13 | 38 | 40 | 27 |
| 12.  | TJ Baník 1. máj Karviná           | 30 | 8  | 11 | 11 | 34 | 41 | 27 |
| 13.  | TJ Tatran Fosfa Poštorná          | 30 | 11 | 5  | 14 | 43 | 52 | 27 |
| 14.  | TJ Slezan Frýdek-Místek           | 30 | 11 | 4  | 15 | 42 | 44 | 26 |
| 15.  | TJ VOKD Poruba (S)                | 30 | 8  | 7  | 15 | 35 | 62 | 23 |
| 16.  | TJ Krnov (N)                      | 30 | 2  | 4  | 24 | 18 | 80 | 8  |

Poznámky:
- Z = Odehrané zápasy; V = Vítězství; R = Remízy; P = Prohry; VG = Vstřelené góly; OG = Obdržené góly; B = Body; (S) = Mužstvo sestoupivší z vyšší soutěže; (N) = Mužstvo postoupivší z nižší soutěže (nováček)

|  | Postup do III. ligy – sk. B 1989/90                  |
|  | Sestup do Severomoravského krajského přeboru 1989/90 |